# Les Chevaliers de la Table ronde (film, 1990)
Pour plus de détails, voir Fiche technique et Distribution.
Les Chevaliers de la Table ronde est un film français réalisé par Denis Llorca, sorti en 1990.

## Fiche technique
- Titre français : Les Chevaliers de la Table ronde
- Réalisation : Denis Llorca
- Scénario : Denis Llorca et Philippe Vialèles
- Musique : Hervé Llorca
- Production : Pierre Braunberger
- Pays d'origine :  France
- Date de sortie : 1990

## Distribution
- María Casares : Viviane
- Michel Vitold : Le Roi Pêcheur
- Alain Cuny : Merlin
- Mireille Delcroix : Amythe
- Catherine Rétoré : Viviane jeune
- Alain Macé : Arthur
- Jean-François Prevand : Merlin jeune
- Nadine Darmon : Morgane
- Gilles Geisweiller : Perceval
- Pierre Simon : Ké
- Valérie Durin : Guenièvre
- Benoît Brione : Gauvain
- Denis Llorca : Lancelot
- François Berreur : Galaad
- Anne Alvaro : La mère de Lancelot
- Michel Favory : Le chevalier d'Orgueil